# پهلوان‌کشی
پهلوان‌کشی، روستایی از توابع بخش دلوار در شهرستان تنگستان استان بوشهر ایران است. این روستا در کتب قدیم به پهلوان کیش (کیش به معنی آیین و مرام) نام گذاشته شده است. خربزه پهلوان‌کشی یکی از مشهورترین محصول کشاورزی  این روستا بوده است.  این روستا یکی از بزرگترین روستا در شمال بخش دلوار محسوب می شود. برخی از افراد کهن سال این روستا از وجود قلعه ای به نام قلعه پهلوان کشی خبر داده اند که قدمت طولانی دارد و مکان آن اکنون در بخش جنوب روستای لیلک قرار دارد. 
امکاناتی نظیر:
مرکز بهداشت امام سجاد (ع)
خانه بهداشت و درمان
مدارس دبستان دخترانه و پسرانه
مدرسه راهنمایی علامه طباطبایی پسرانه
مدرسه راهنمایی عفت دخترانه
مدرسه دبیرستان امام جعفر صادق (ع) پسرانه
مدرسه دبیرستان فرزانگان دخترانه
مدرسه کارودانش غدیر پسرانه
مدرسه کارودانش حضرت رقیه (س) دخترانه
حوزه مقاومت بسیج سیدالشهدا
پایگاه مقاومت بسیج خواهران و برادران 
اقامتگاه های بوم گردی
مراتع و زیست بوم ها
کلوت(کلاتک)
رودخانه فصلی
چمن مصنوعی
آرامستان امام حسین (ع) 
و....

## جمعیت
این روستا در دهستان دلوار قرار داشته و بر اساس آخرین سرشماری جمعیت آن 2200 نفر (550 خانوار ) بوده است.